# El Pam Pam
El Pam Pam è il primo album di Cecilia Gayle, pubblicato nel 1998.

## Tracce
1. El Pam Pam – 4:02
2. Amor a la Mexicana – 3:58
3. Dighidin Don Don – 3:53
4. Piel Morena – 4:33
5. El Baile del Tren – 4:17
6. Baila Este Ritmo – 4:10
7. El Baile de la Melaza – 3:52
8. Solo Se Víve una Vez – 4:00
9. Guantanamera – 4:02
10. Tan Solo Con Amor – 4:46
11. Quiero Escapar Contigo – 4:26
12. Swing da Cor – 4:14